# مگس‌گیر آبی‌فولادی
مگس‌گیر آبی‌فولادی (نام علمی: Myiagra ferrocyanea) نام یک گونه از سرده مگس‌گیرهای نوک‌پهن است.